# Глубокая Макатиха
Глубокая Макатиха (укр. Глибока Макатиха) — село в Святогорской городской общине Краматорского района Донецкой области Украины.

## Общие сведения
Население по переписи 2001 года составляет 57 человек. Почтовый индекс — 84122. Телефонный код — 626(2).

## Местная власть
84130, Донецкая область, Краматорский район, г. Святогорск, ул. Владимира Сосюры, 8.